# Tajur (Kandangserang)
Tajur is een bestuurslaag in het regentschap Pekalongan van de provincie Midden-Java, Indonesië. Tajur telt 1371 inwoners (volkstelling 2010).